# Condado de Misisipi (Misuri)
El condado de Misisipi (en inglés: Mississippi County), fundado en 1845, es uno de 114 condados del estado estadounidense de Misuri. En el año 2000, el condado tenía una población de 13,504 habitantes y una densidad poblacional de 5 personas por km². La sede del condado es Charleston. El condado recibe su nombre en honor al río Misisipi.

## Geografía
Según la Oficina del Censo, el condado tiene un área total de 1111 km² (429 mi²), de la cual 1070 km² (413,1 mi²) es tierra y 41 km² (15,8 mi²) (3.67%) es agua.

### Condados adyacentes
- Condado de Alexander, Illinois (norte)
- Condado de Ballard, Kentucky (noreste)
- Condado de Carlisle, Kentucky (este)
- Condado de Hickman, Kentucky (sureste)
- Condado de Fulton, Kentucky (sur)
- Condado de Nueva Madrid (suroeste)
- Condado de Scott (noroeste)

## Demografía
Según la Oficina del Censo en 2000, los ingresos medios por hogar en el condado eran de $28,837, y los ingresos medios por familia eran $35,554. Los hombres tenían unos ingresos medios de $26,110 frente a los $17,204 para las mujeres. La renta per cápita para el condado era de $16,847. Alrededor del 23.70% de la población estaban por debajo del umbral de pobreza.

## Transporte

### Carreteras principales
- Interestatal 57
- U.S. Route 60
- U.S. Route 62
- Ruta 77
- Ruta 80
- Ruta 105

## Localidades
| - Anniston - Bird's Point - Bertrand - Charleston | - Deventer - Dorena - East Prairie - Miner | - Pinhook - Wilson City - Wolf Island - Wyatt |